# Vlag van Barendrecht

Vlag van de gemeente Barendrecht

Vlag van de gemeente Barendrecht (1966)

Vlag van de gemeente Barendrecht (voor 1966)

De vlag van Barendrecht is op 29 juli 1997 door de gemeenteraad van de Zuid-Hollandse gemeente Barendrecht aangenomen als gemeentelijke vlag, maar werd pas op 21 september 1999 officieel in gebruik genomen. De vlag is een vereenvoudigde weergave van het wapen van Barendrecht, en toont een wit veld met op ca. 1/3 van de lengte van de vlag een brede rode baan waarin een gele uitkomende leeuw; in de witte banen zijn drie naast elkaar liggende groene rechthoeken afgebeeld. De beschrijving in het raadsbesluit luidt:
Een rechthoekige witte vlag, waarvan de hoogte zich verhoudt tot de lengte als 2:3, in het midden voorzien van een horizontale rode baan, waarvan de hoogte de helft is van de hoogte van de vlag. De rode baan beladen met een uitkomende gele leeuw, staande op één derde van de lengte, gerekend van de broek. De beide witte delen beladen in het midden van de hoogte met 3 zoden, met een lengte ter grootte van één zevende van de lengte van de vlag en gelijk verdeeld over de lengte.

## Voorgaande vlag (1966)
Op 9 december 1966 nam de gemeenteraad van de toenmalige gemeente een eerdere vlag aan, met de volgende beschrijving:
een rechthoekige witte vlag, waarvan de hoogte zich verhoudt tot de lengte als 2:3. In het midden voorzien van een horizontale rode baan, waarvan de hoogte 1/3 is van de totale hoogte van de vlag. De rode baan beladen met een uitkomende gele leeuw.
Deze vlag verving de van een defileervlag afgeleide gemeentevlag.

## Voorgaande vlag (1961)
Een oudere vlag van Barendrecht is vermoedelijk afgeleid van de defileervlag die een afvaardiging van de gemeente droeg tijdens het defilé in Amsterdam ter gelegenheid van het veertigjarig regeringsjubileum van koningin Wilhelmina in 1938. Deze vlag werd op 21 december 1961 als gemeentevlag is aangenomen.

## Verwante afbeelding

Wapen van Barendrecht

Alblasserdam
· Albrandswaard
· Alphen aan den Rijn
· Barendrecht
· Bodegraven-Reeuwijk
· Capelle aan den IJssel
· Delft
· Den Haag
· Dordrecht
· Goeree-Overflakkee
· Gorinchem
· Gouda
· Hardinxveld-Giessendam
· Hendrik-Ido-Ambacht
· Hillegom
· Hoeksche Waard
· Kaag en Braassem
· Katwijk
· Krimpen aan den IJssel
· Krimpenerwaard
· Lansingerland
· Leiden
· Leiderdorp
· Leidschendam-Voorburg
· Lisse
· Maassluis
· Midden-Delfland
· Molenlanden
· Nieuwkoop
· Nissewaard
· Noordwijk
· Oegstgeest
· Papendrecht
· Pijnacker-Nootdorp
· Ridderkerk
· Rijswijk
· Rotterdam
· Schiedam
· Sliedrecht
· Teylingen
· Vlaardingen
· Voorne aan Zee
· Voorschoten
· Waddinxveen
· Wassenaar
· Westland
· Zoetermeer
· Zoeterwoude
· Zuidplas
· Zwijndrecht

1. ↑  Gemeentegids Barendrecht 2020